# “四人帮”兴亡
《“四人帮”兴亡》为叶永烈创作的一部长篇纪实文学。该书经中共中央党史研究室审读通过、国家新闻出版总署批准，于2009年1月人民日报出版社出版，2011年4月人民出版社出版，2014年7月当代中国出版社出版增订版。该书的“内容介绍”部分称：“本书是今日中国关于‘四人帮’的唯一鸿篇巨作，是关于‘文化大革命’的重要史著。”
出版后，王广宇、冯越、阎长贵发表文章，指出该书存在多处史实谬误。文革时期工总司的重要成员黄金海亦批评了此书。